# Vasja Rupnik
Vasja Rupnik est un biathlète et fondeur slovène, né le 6 juin 1977 à Ljubljana.

## Biographie
En ski de fond, il commence sa carrière internationale en 1995 aux Championnats du monde junior, puis entre dans la Coupe du monde en novembre 1997. il participe à deux éditions des Championnats du monde en 2001 et 2003. Il marque une seule fois des points en Coupe du monde en janvier 2003 au trente kilomètres d'Otepää (29e).
Il commence sa carrière de biathlète en 2004, découvrant la Coupe du monde dès sa première année. Aux Championnats du monde 2007, avec une 45e place sur le sprint, il signe son meilleur résultat individuel dans les grands rendez-vous. Lors de la saison 2007-2008, il obtient son premier podium international individuel en biathlon avec une deuxième place au sprint de Bansko en IBU Cup.
Il marque ses premiers points en Coupe du monde à Pokljuka en décembre 2008, avant de se rendre aux Jeux olympiques de Vancouver, où il est 57e du sprint, 59e de la poursuite, 49e de l'individuel et 17e du relais.
Lors de la saison 2011-2012, il obtient son meilleur résultat individuel, une 15e place au sprint de Nove Mesto.
Après une difficile préparation pour la saison suivante, il décide de ne pas continuer sa carrière sportive.

## Palmarès en biathlon

### Jeux olympiques
| Épreuve / Édition              | Individuel | Sprint | Poursuite | Départ en masse | Relais |
| Jeux olympiques 2010 Vancouver | 49e        | 57e    | 59e       | —               | 17e    |

### Championnats du monde
| Épreuve / Édition                | Individuel | Sprint | Poursuite | Départ en masse | Relais | Relais mixte                     |
| Mondiaux 2005 Hochfilzen         | -          | 94e    | -         | -               | -      | Épreuve inexistante à cette date |
| Mondiaux 2007 Antholz-Anterselva | -          | 45e    | 51e       | -               | -      | -                                |
| Mondiaux 2008 Östersund          | 59e        | 70e    | -         | -               | 19e    | -                                |
| Mondiaux 2009 Pyeongchang        | -          | 89e    | -         | -               | 15e    | -                                |
| Mondiaux 2011 Khanty-Mansiïsk    | 86e        | 56e    | 53e       | -               | 8e     | -                                |
| Mondiaux 2012 Ruhpolding         | -          | 71e    | -         | -               | 14e    | -                                |

Légende :

 : épreuve inexistante

- : n'a pas participé à l'épreuve

### Coupe du monde
- Meilleur classement général : 75e en 2012.
- Meilleur résultat individuel : 15e.

#### Différents classements en Coupe du monde
| Année     | Classement général final | Sprint | Poursuite | Individuel | Mass start |
| 2009-2010 | 87e                      | 79e    | 76e       | -          | -          |
| 2010-2011 | 95e                      | 83e    | -         | -          | -          |
| 2011-2012 | 75e                      | 65e    | -         | 61e        | -          |

### Championnats du monde de biathlon d'été
- Médaille d'argent du relais mixte en 2008.

### IBU Cup
- 2 podiums.

## Palmarès en ski de fond

### Championnats du monde
| Épreuve         | 2001 à Lahti | 2003 à Val di Fiemme |
| --------------- | ------------ | -------------------- |
| 15 km classique | 55e          | 51e                  |
| 30 km classique |              | 50e                  |
| Poursuite       |              | 33e                  |

### Coupe du monde
- Meilleur classement général : 138e en 2003.
- Meilleur résultat individuel : 29e.